# Павлос Тутузас
Павлос Тутузас (грч. Παύλος Τούτουζας; 1935 — 26. новембар 2021) био је грчки кардиолог, академик и инострани члан Одељења медицинских наука Српске академије наука и уметности од 26. октобра 2000.

## Биографија
Завршио је основне студије на Медицинском факултету Универзитета у Атини 1959, специјализацију из интерне медицине и кардиологије у Хипократовој болници у Атини 1964, последипломске студије у Националној кардиолошкој болници у Лондону 1966. и у болници „Хамерсмит” 1967—1969. Радио је као доцент на Медицинском факултету Универзитета у Атини од 1969, као ванредни професор од 1976, као редовни професор од 1989. и као директор Одељења за кардиологију Хипократове болнице у Атини од 1984. године. Одржао је предавање „Руптура атеросклеротичне плоче – клинички поглед” у Српској академији наука и уметности 6. марта 2001. Био је члан уредништва Еuropean Heart Journal, Clinical Cardiology, Heart, Non-invasive Heart Journal, Journal of International Cardiology и Dialogues on Cardiovascular Medicine, био је уредник Hellenic Cardiological Review и Heart and Vessels. Био је члан Европског кардиолошког друштва, Грчког кардиолошког друштва, Хеленског антихипертензивног друштва, Хеленске кардиолошке фондације и један је од оснивача Америчког кардиолошког колеџа.